# SV 다름슈타트 98
SV 다름슈타트 98(SV Darmstadt 98, (독일어 발음: [ˌdaʁmʃtat ʔaxtʔʊntˈnɔɪ̯nt͡sɪç] ( 듣기)))은 독일 헤센주 다름슈타트의 축구 클럽으로 현재 분데스리가에 참가하고 있다. 1898년 5월 22일 FC 올림피아 다름슈타트(FC Olympia Darmstadt)라는 이름으로 창단되었으며 1911년 다름슈타터 SC(Darmstädter SC)를 합병하였다. 1978년과 1981년 푸스발-분데스리가에 참가하기도 했지만 레기오날리가로 강등된 이후부터 침체의 길을 걷게 된다. 2004년 오버리가 헤센 리그, 2008년 레기오날리가 남부 리그로 각각 승격되었으며 2011년 3. 리가로 승격되었다. 2014년 2부 리가, 2015년 1부 리그로 승격되었다. 2017년 2부 리그로 강등되었다.

## 선수

### 현재 선수 명단
2025년 7월 15일 기준
참고: FIFA 자격 규정에 따라 소속된 국가대표팀 국기를 표시합니다. 선수는 복수의 FIFA 비회원국 국적을 가지고 있을 수 있습니다.
| 번호 | 포지션 | 국적       | 이름                |
| ---- | ------ | ---------- | ------------------- |
| 1    | GK     |            | 마르셀 슈헨 (3주장) |
| 5    | DF     | 크로아티아 | 마테이 마글리차     |
| 8    | FW     |            | 루카 마르세일러     |
| 9    | FW     | 스코틀랜드 | 프레이저 혼비       |
| 15   | MF     |            | 파비안 뉘른베르거   |
| 17   | MF     |            | 카이 클레피슈       |
| 20   | DF     | 세르비아   | 알렉산다르 부코티츠 |
| 22   | FW     |            | 세르하트 세미 굴러  |

| 번호 | 포지션 | 국적 | 이름                   |
| ---- | ------ | ---- | ---------------------- |
| 26   | DF     |      | 마티아스 바더          |
| 30   | GK     |      | 알렉산더 브룬스트      |
| 32   | DF     |      | 파비안 홀란트 (주장)   |
| 38   | DF     |      | 클레멘스 리델 (부주장) |

### 임대 선수 명단
참고: FIFA 자격 규정에 따라 소속된 국가대표팀 국기를 표시합니다. 선수는 복수의 FIFA 비회원국 국적을 가지고 있을 수 있습니다.
| 번호 | 포지션 | 국적       | 이름                                         |
| ---- | ------ | ---------- | -------------------------------------------- |
| —    | MF     | 시에라리온 | 존 피터 시세이 (위니옹 티투스 페탕주로 임대) |
| —    | FW     |            | 헨리 크로스트바이트 (할레셔 FC로 임대)       |

## 역대 감독
| 감독              | 임기        |
| ----------------- | ----------- |
| 베르너 올크       | 1980 ~ 1982 |
| 베르너 올크       | 1988 ~ 1989 |
| 노르베르트 마이어 | 2016        |

## 성적

### 리그
- 레기오날리가 남부 리그 (2부 리그) 1회 우승 (1973)
- 2. 푸스발-분데스리가 남부 리그 (2부 리그) 2회 우승 (1978, 1981)
- 레기오날리가 남부 리그 (4부 리그) 1회 우승 (2011)
- 헤센리가 7회 우승 (1950, 1962, 1964, 1971, 1999, 2004, 2008)

### 컵
- 헤센포칼 6회 우승 (1966, 1999, 2001, 2006, 2007, 2008), 2회 준우승 (1971, 2009)